# إلين أندرسون
إلين أندرسون (بالإنجليزية: Elaine Anderson)‏ هي عالمة أحافير أمريكية ولدت في الثامن من يناير عام 1936 واشتهرت بعملها في علم الأحافير الفقارية.
ولدت إلين أندرسون في ساليدا، كولورادو في 8 يناير 1936. كانت الطفلة الوحيدة لجون وإديث أندرسون، ونشأت في دنفر، كولورادو.
تخرجت أندرسون من جامعة كولورادو عام 1960. أكملت أطروحة الماجستير في عام 1965. للحصول على الدكتوراه، اختارت الذهاب إلى فنلندا لتصبح أول من يحصل على منحة فولبرايت. درست في عهد عالم الأحافير الفنلندي بيورن كورتين. عادت أندرسون إلى الولايات المتحدة بعد أن أكملت الدكتوراه وعملت مستشارةً علميةً في قاعة بليستوسين في متحف سميثسونيان للتاريخ الطبيعي ومؤسسة سميثسونيان. عملت أيضًا لفترة قصيرة في متحف التاريخ الطبيعي لولاية أيداهو (المعروف آنذاك باسم متحف جامعة ولاية أيداهو للتاريخ الطبيعي) وأكاديمية ماريلاند للعلوم. كان عليها أن تترك وظيفتها الأخيرة من أجل العودة إلى دنفر والعناية بأمها المريضة.
بعد وفاة والدتها بقيت في منزل طفولتها وغالبًا ما يزورها علماء الأحافير وعلماء الثدييات وعلماء التاريخ الطبيعي الذين كانوا يمرون بها. كزائرة متكررة لمتحف الطبيعة والعلوم في دنفر (المعروف سابقًا باسم متحف التاريخ الطبيعي في دنفر)، أصبحت رسميًا عضوًا في فريق العمل عام 1984. تم انتخابها باحثًا مشاركًا في عام 1994. كانت أيضًا أستاذًا مساعدًا في علم الأحياء بجامعة ولاية كولورادو.

## مساهماتها في العلوم
تخصصت أندرسون في علم الأحافير الفقارية والثدييات. أكسبها اهتمامها الخاص بأعضاء الكارنيفو اللقب المستعار «سيدة الكارنيفور». كانت محررة مشاركة في مجلة أنواع الثدييات، التي نشرتها الجمعية الأمريكية للثدييات من عام 1995 حتى وفاتها. كانت تشارك أيضًا في مجال علم آثار الحيوان، قبل فترة طويلة من صياغة المصطلح. كانت أيضًا نشطة في جهود الحفاظ على حيوانات الثدييات في أمريكا الشمالية.
كانت عضوًا في الرابطة الأمريكية الرباعية وانتُخبت عضوًا فخريًا في جمعية علم الأحافير الفقارية في عام 2000.
اشتهرت بعملها Pleistocene Mammals of North America، الذي كتبته بالتعاون مع بيورن كورتين في عام 1980.

## وفاتها
توفيت في 26 مارس 2002 في دنفر.